# Buskruit

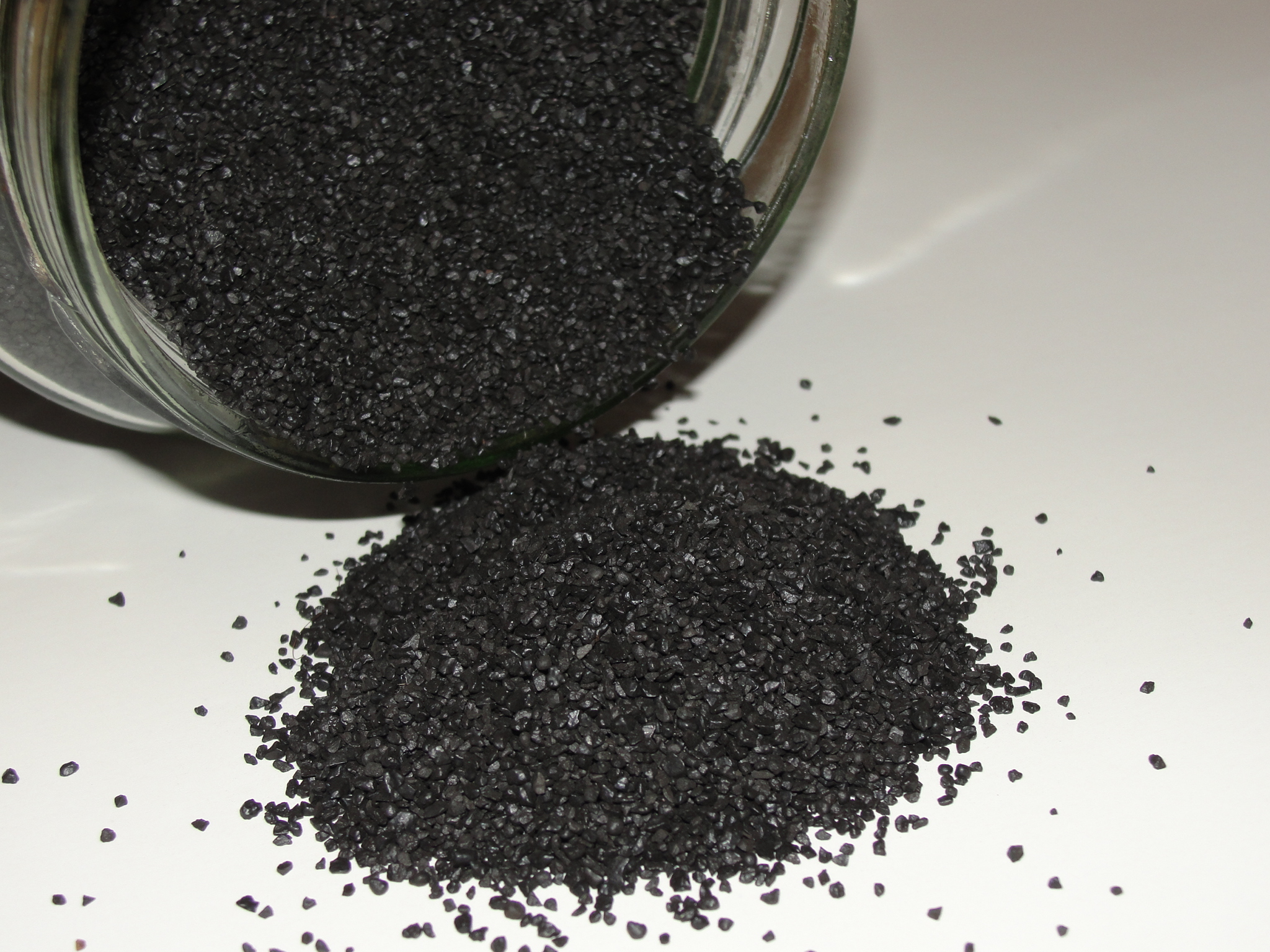
Buskruit

Buskruit is een explosief mengsel dat gebruikt wordt om projectielen af te schieten, om vuurpijlen voort te stuwen en als uitstootlading in vuurwerk.
Vroeger werd buskruit ook in de mijnbouw gebruikt. Ook al bestaan tegenwoordig krachtigere mengsels (rookzwak kruit), het zwartkruit (zwart buskruit) is nog steeds het meest gebruikte mengsel in pyrotechnische installaties, vooral vanwege de grote stabiliteit van het mengsel, waardoor het niet snel zal ontbranden na een flinke slag of stoot.

## Geschiedenis

Een Mongoolse bom wordt geworpen tegen een aanval van Japanse Samurai gedurende de Mongoolse invasie van Japan, 1281

Buskruit is het oudst bekende explosieve mengsel. Explosieve mengsels werden al in de 9e eeuw in China gemaakt. De eerste beschrijving van echt buskruit komt voor in de militaire encyclopedie Wu Ching tsung Yao uit ongeveer het midden van de elfde eeuw. In het jaar 1232 werd buskruit gebruikt door de Mongolen bij de belegering van de stad Kaifeng. 
De eerste schriftelijke vermeldingen van buskruit in Europa komen voor in de teksten Opus Majus (1267) en Opus Tertium van de Engelse wetenschapper Roger Bacon.   
Het belangrijke maar lastig te vinden of te maken ingrediënt salpeter is zeer waarschijnlijk wel aan de Chinezen ontleend. De Arabieren kenden in 1240 salpeter als 'sneeuw van de Chinezen'. Eeuwenlang is buskruit daarna gebruikt in steeds vernuftiger wordende vuurwapens.

## Samenstelling
De oudste vorm is zwart buskruit, dat bestond uit een poeder (sas) van salpeter (gewoonlijk kaliumnitraat), houtskool en zwavel of als zwavelloze variant: kaliumnitraat/houtskool. Als alle ingrediënten fijn gepoederd en vermengd zijn, heet het mengsel green powder of slangenpoeder; het mengsel verbrandt traag en laat veel residu achter. Als het mengsel nog een paar uur met een kogelmolen wordt gemalen, heet het resulterende mengsel meal powder (letterlijk: 'meelkruit'). Dit is zeer brandbaar en prima bruikbaar voor uitstootladingen in raketten en vuurpijlen; bovendien laat het vrij weinig tot geen residu achter. De grondstoffen moeten zeer zuiver zijn. Vooral het salpeter, oorspronkelijk uit mestkelders en dergelijke gewonnen, was schaars.
Einde 19e eeuw werd het rookzwak kruit ontwikkeld. Dit bestaat uit cellulosenitraat en glycerinenitraat en het wordt, in allerlei vormen, in moderne munitie gebruikt.
De effectiviteit van het mengsel kan nog belangrijk worden verbeterd door het onder toevoeging van water (en soms dextrine) nog een poos samen te malen in een kogelmolen, en vervolgens te drogen en te zeven. Hierdoor wordt een veel inniger vermenging van de bestanddelen bereikt. Men spreekt dan van pulverone. Voor een nog beter resultaat kan dit mengsel onder hoge druk tot koeken geperst worden en deze koeken te breken en op korrelgrootte te zeven. Hierna volgt voor de grotere korrels nog een grafiteringsstap om de korrels beter te laten vloeien.
Na droging is het mengsel gemakkelijk tot ontbranding te brengen, een elektrostatische ontlading kan hiervoor genoeg zijn. Buskruit kan wegens het ontbrandingsgevaar alleen nat worden gemalen. De hevigheid van de verbrandingsreactie hangt zowel af van de mengverhouding als van de korrelvorm en de korrelgrootte waarin het mengsel is gebracht. Ook is uit ervaringen gebleken dat het soort gebruikte houtskool erg van belang is voor de kwaliteit van het buskruit. Zo worden vooral houtskool van zachte houtsoorten als wilgen, paulownia, hennep of balsahout gebruikt. Soms worden de mengverhoudingen wat aangepast (afhankelijk van het doel waarvoor het mengsel wordt gebruikt). Kaliumnitraat is beter dan natriumnitraat of ammoniumnitraat, omdat die te hygroscopisch zijn. In het verleden werd ook wel gebruikgemaakt van het veel goedkopere calciumnitraat, maar ook dit zout is hygroscopisch. Ammoniumnitraat is zelfs helemaal niet goed bruikbaar, omdat dit de neiging heeft te ontleden, waardoor het de houtskool en de zwavel niet oxideert. Dit resulteert in een lage brandsnelheid.

## Explosiereactie
Bij de verbranding ontleedt het kaliumnitraat waarbij zuurstofgas vrijkomt dat reageert met de koolstof en zwavel onder ontwikkeling van warmte en een aantal vaste en gasvormige reactieproducten, met name CO, CO2, N2 en SO2. De vaste producten zijn vooral kaliumoxide, -sulfide en -sulfaat. De verbranding vindt snel plaats, maar wordt pas explosief als het kruit opgesloten is in een kleine ruimte. De snelheid van verbranding in het mengsel blijft onder die van het geluid - buskruit detoneert niet. Overigens kloppen onderstaande reacties niet helemaal, aangezien houtskool behalve koolstof ook potas (kaliumcarbonaat) en andere zouten bevat. Dit kaliumcarbonaat is een belangrijke katalysator. Het is daarom niet mogelijk buskruit te maken van pure koolstof.
De explosieve kracht van zwart kruit is betrekkelijk gering. Het verbrijzelt naastliggende structuren niet (wat in de mijnbouw een voordeel kan zijn) maar duwt ze weg. De relatieve hoeveelheid vast residu na de explosie is een van de redenen dat zwart buskruit niet meer in geweerpatronen wordt gebruikt: de producten zijn sterk corrosief (H2SO3 en K2O tasten de loop aan). Ook verraadt de grote rookwolk onmiddellijk de plaats van de schutter.
De vorm van de kruitkorrels heeft invloed op de snelheidsopbouw van het projectiel tijdens de verplaatsing door de loop van het wapen (zie inwendige ballistiek). Bij bolvormige kruitkorrels neemt het brandende oppervlak (en dus de druktoename) gestaag af. Bij kruitkorrels met een binnenkant (bijvoorbeeld bij de cilindervorm) blijft het brandende oppervlak constant, of neemt gedurende enige tijd zelfs toe.

## Reactievergelijking
Twee van de vele mogelijke theoretische reactievergelijkingen voor buskruit zijn
{\displaystyle {\ce {10KNO3 + 8C + 3S -> 2K2CO3 + 3K2SO4 + 5 N2 + 6 CO2}}}
{\displaystyle {\ce {2KNO3 + 3C + S -> K2S + 3CO2 + N2}}}
De warmte vrijgekomen bij deze explosie is 2860 kJ/kg en de volumevergrotingsfactor is 5100. Inderdaad: links in de reactievergelijkingen staan vaste stoffen, die dus weinig volume innemen. Rechts in de reactievergelijkingen staan gassen, die dus meer volume innemen. Het zijn ook gassen die een projectiel voortstuwen.
Uit de reactievergelijkingen blijkt ook in welke verhoudingen de bestanddelen gemengd moeten worden. De eerste reactievergelijking geeft 10 mol salpeter = 1010 g, 8 mol koolstof = 96 g en 3 mol zwavel = 96 g, of een massaverhouding 84:8:8. De tweede reactievergelijking geeft 2 mol salpeter = 202 g, 3 mol koolstof = 36 g en 1 mol zwavel = 32 g, of een massaverhouding 75:13:12.